# Халленштадион
Халленштадион (нем. Hallenstadion) — многофункциональная арена в Цюрихе.
Спортивная арена была открыта 4 ноября 1939 года. В 2004/2005 годах дворец спорта был реконструирован за 147 миллионов франков.
Арена является домашней площадкой для клуба Швейцарской национальной лиги «ЦСК Лайонс».

## Крупнейшие спортивные мероприятия
- Чемпионат мира по хоккею с шайбой — с 1 мая по 17 мая 1998 года
- Чемпионат Европы по гандболу среди мужчин — с 26 января по 5 февраля 2006 года
- Чемпионат мира по хоккею с шайбой среди женщин — с 16 по 25 апреля 2011 года
- Чемпионат мира по хоккею с шайбой — с 8 мая по 24 мая 2020 года[1]